# Vòng loại Giải vô địch bóng đá nữ U-19 châu Âu 2014
Vòng loại Giải vô địch bóng đá nữ U-19 châu Âu 2014 diễn ra từ tháng 9 năm 2013 tới tháng 4 năm 2014 nhằm xác định các đội tuyển tham dự vòng chung kết tại Na Uy.
Giờ thi đấu là CEST (UTC+02:00).

## Vòng một
Vòng một diễn ra từ 21 tháng 9 đến 26 tháng 9 năm 2013. Các đội hạt giống Anh, Đức và Tây Ban Nha được đặc cách vào thẳng vòng hai.

### Bảng 1
| Đội        | Tr | T | H | B | BT | BB | HS  | Đ |
| ---------- | -- | - | - | - | -- | -- | --- | - |
| Áo         | 3  | 3 | 0 | 0 | 15 | 0  | +15 | 9 |
| Croatia    | 3  | 2 | 0 | 1 | 8  | 6  | +2  | 6 |
| Azerbaijan | 3  | 1 | 0 | 2 | 6  | 5  | +1  | 3 |
| Israel     | 3  | 0 | 0 | 3 | 0  | 18 | −18 | 0 |

| Croatia                              | 3–1      | Azerbaijan  |
| ------------------------------------ | -------- | ----------- |
| Conjar 27' (ph.đ.), 74' · Gaiser 40' | Chi tiết | Jalilli 12' |

| Áo                                                                                      | 8–0      | Israel |
| --------------------------------------------------------------------------------------- | -------- | ------ |
| Krammer 5', 29' · Billa 20', 38', 71' · Charwat 54' (ph.đ.) · Leitner 62' · Gatea 90+3' | Chi tiết |        |

| Israel | 0–5      | Croatia                                                            |
| ------ | -------- | ------------------------------------------------------------------ |
|        | Chi tiết | Dujmović 9', 27' · Stanić 17' · Šćukanec-Hopinski 76' · Conjar 79' |

| Áo                     | 2–0      | Azerbaijan |
| ---------------------- | -------- | ---------- |
| Hasler 31' · Bauer 42' | Chi tiết |            |

| Croatia | 0–5      | Áo                                                           |
| ------- | -------- | ------------------------------------------------------------ |
|         | Chi tiết | Bauer 26', 64' · Billa 72' · Mahr 90' · Schwarzlmüller 90+3' |

| Azerbaijan                                                         | 5–0      | Israel |
| ------------------------------------------------------------------ | -------- | ------ |
| Anaya 26' · Nasirova 33' · Jalilli 62' · Taylor 75' · Perarnau 83' | Chi tiết |        |

### Bảng 2
| Đội              | Tr | T | H | B | BT | BB | HS  | Đ |
| ---------------- | -- | - | - | - | -- | -- | --- | - |
| Đan Mạch         | 3  | 2 | 1 | 0 | 16 | 2  | +14 | 7 |
| Cộng hòa Ireland | 3  | 2 | 1 | 0 | 12 | 3  | +9  | 7 |
| Hy Lạp           | 3  | 1 | 0 | 2 | 4  | 7  | −3  | 3 |
| Kazakhstan       | 3  | 0 | 0 | 3 | 0  | 20 | −20 | 0 |

| Đan Mạch                                    | 4–0      | Hy Lạp |
| ------------------------------------------- | -------- | ------ |
| Hansen 45+1', 84' · Madsen 49' · Larsen 52' | Chi tiết |        |

| Cộng hòa Ireland                                                 | 7–0      | Kazakhstan |
| ---------------------------------------------------------------- | -------- | ---------- |
| Shine 23', 34', 43' · McCabe 26', 72' · Newman 30' · Mustaki 84' | Chi tiết |            |

| Đan Mạch | 10–0     | Kazakhstan |
| --- | -------- | ---------- |
| Sara Andersen 2' · Fisker 12' · Hansen 15', 36', 56' · Bobrova 40' (l.n.) · Arngrimsen 48', 53' · Ringsing 86' (ph.đ.) · Jensen 90+1' | Chi tiết |            |

| Hy Lạp           | 1–3      | Cộng hòa Ireland                       |
| ---------------- | -------- | -------------------------------------- |
| Papadopoulou 70' | Chi tiết | McCabe 24', 44' (ph.đ.) · O'Connor 67' |

| Cộng hòa Ireland       | 2–2      | Đan Mạch                |
| ---------------------- | -------- | ----------------------- |
| Shine 26' · Carson 70' | Chi tiết | Fisker 66' · Jensen 76' |

| Kazakhstan | 0–3      | Hy Lạp                                             |
| ---------- | -------- | -------------------------------------------------- |
|            | Chi tiết | Georgiou 17' · Chamalidou 27' (ph.đ.) · Markou 78' |

### Bảng 3
| Đội        | Tr | T | H | B | BT | BB | HS  | Đ |
| ---------- | -- | - | - | - | -- | -- | --- | - |
| Thụy Điển  | 3  | 3 | 0 | 0 | 21 | 1  | +20 | 9 |
| Bồ Đào Nha | 3  | 2 | 0 | 1 | 11 | 3  | +8  | 6 |
| Estonia    | 3  | 1 | 0 | 2 | 2  | 15 | −13 | 3 |
| Litva      | 3  | 0 | 0 | 3 | 0  | 15 | −15 | 0 |

| Thụy Điển                                                                             | 8–1      | Estonia     |
| ------------------------------------------------------------------------------------- | -------- | ----------- |
| Welin 11' · Blackstenius 35', 38', 44', 56' · Wahlberg 40', 64' (ph.đ.) · Curmark 49' | Chi tiết | Läänmäe 78' |

| Bồ Đào Nha                                                                    | 4–0      | Litva |
| ----------------------------------------------------------------------------- | -------- | ----- |
| Catarina Lopes 10' · Andreia Norton 14' · Nádia Gomes 38' · Vanessa Malho 45' | Chi tiết |       |

| Estonia | 0–7      | Bồ Đào Nha                                                                                          |
| ------- | -------- | --------------------------------------------------------------------------------------------------- |
|         | Chi tiết | Diana Silva 8', 14' · Vanessa Malho 24', 38', 80' (ph.đ.) · Catarina Lopes 45+3' · Fátima Pinto 71' |

| Thụy Điển | 10–0     | Litva |
| --- | -------- | ----- |
| Hurtig 16', 19', 29', 63' · Welin 21' (ph.đ.) · Karlsson 23' · Blackstenius 34', 47', 61' · Adamavičiūtė 52' (l.n.) | Chi tiết |       |

| Bồ Đào Nha | 0–3      | Thụy Điển                          |
| ---------- | -------- | ---------------------------------- |
|            | Chi tiết | Blackstenius 41', 85' · Hurtig 83' |

| Litva | 0–1      | Estonia         |
| ----- | -------- | --------------- |
|       | Chi tiết | Kubassova 45+2' |

### Bảng 4
| Đội            | Tr | T | H | B | BT | BB | HS | Đ |
| -------------- | -- | - | - | - | -- | -- | -- | - |
| Phần Lan       | 3  | 3 | 0 | 0 | 9  | 1  | +8 | 9 |
| Cộng hòa Séc   | 3  | 2 | 0 | 1 | 11 | 4  | +7 | 6 |
| Moldova        | 3  | 0 | 1 | 2 | 3  | 9  | −6 | 1 |
| Quần đảo Faroe | 3  | 0 | 1 | 2 | 2  | 11 | −9 | 1 |

| Cộng hòa Séc                                                                             | 7–0      | Quần đảo Faroe |
| ---------------------------------------------------------------------------------------- | -------- | -------------- |
| Rychtarová 10' · Svitková 19', 36', 56' · Krejčiříková 38' · Hloupá 43' · Kristýnová 55' | Chi tiết |                |

| Phần Lan                                          | 4–0      | Moldova |
| ------------------------------------------------- | -------- | ------- |
| Seppelin 10' · Saastamoinen 22', 29' · Kuikka 40' | Chi tiết |         |

| Cộng hòa Séc                                   | 3–1      | Moldova     |
| ---------------------------------------------- | -------- | ----------- |
| Tauberová 53' · Krejčiříková 59' · Bužková 63' | Chi tiết | Cerescu 72' |

| Quần đảo Faroe | 0–2      | Phần Lan                        |
| -------------- | -------- | ------------------------------- |
|                | Chi tiết | Saastamoinen 29' · Grönholm 84' |

| Phần Lan                                       | 3–1      | Cộng hòa Séc |
| ---------------------------------------------- | -------- | ------------ |
| Tunturi 36' · Nevalampi 43' · Saastamoinen 44' | Chi tiết | Svitková 60' |

| Moldova                    | 2–2      | Quần đảo Faroe                      |
| -------------------------- | -------- | ----------------------------------- |
| Cerescu 45' · Chiper 90+2' | Chi tiết | Thomsen 35' · Klakstein 74' (ph.đ.) |

### Bảng 5
| Đội     | Tr | T | H | B | BT | BB | HS  | Đ |
| ------- | -- | - | - | - | -- | -- | --- | - |
| Nga     | 3  | 3 | 0 | 0 | 13 | 1  | +12 | 9 |
| Belarus | 3  | 2 | 0 | 1 | 5  | 3  | +2  | 6 |
| Wales   | 3  | 0 | 1 | 2 | 1  | 7  | −6  | 1 |
| Síp     | 3  | 0 | 1 | 2 | 4  | 12 | −8  | 1 |

| Nga                                                                     | 7–1      | Síp         |
| ----------------------------------------------------------------------- | -------- | ----------- |
| Chernomyrdina 43', 49', 69' · Piskunova 72', 90+3' · Kovalenko 77', 85' | Chi tiết | Zampa 45+4' |

| Wales | 0–1      | Belarus           |
| ----- | -------- | ----------------- |
|       | Chi tiết | Quayle 17' (l.n.) |

| Nga           | 1–0      | Belarus |
| ------------- | -------- | ------- |
| Piskunova 16' | Chi tiết |         |

| Síp       | 1–1      | Wales      |
| --------- | -------- | ---------- |
| Zampa 32' | Chi tiết | Quayle 54' |

| Wales | 0–5      | Nga                                                                   |
| ----- | -------- | --------------------------------------------------------------------- |
|       | Chi tiết | Piskunova 34' · Karpova 57', 82' · Chernomyrdina 81' · Berezina 90+5' |

| Belarus                                                       | 4–2      | Síp            |
| ------------------------------------------------------------- | -------- | -------------- |
| Krasnova 17' · Violari 45+3' (l.n.) · Dubovik 49' · Duben 81' | Chi tiết | Zampa 67', 70' |

### Bảng 6
| Đội                  | Tr | T | H | B | BT | BB | HS | Đ |
| -------------------- | -- | - | - | - | -- | -- | -- | - |
| Hà Lan               | 3  | 3 | 0 | 0 | 8  | 0  | +8 | 9 |
| Serbia               | 3  | 1 | 1 | 1 | 4  | 6  | −2 | 4 |
| Bosna và Hercegovina | 3  | 1 | 0 | 2 | 5  | 4  | +1 | 3 |
| Malta                | 3  | 0 | 1 | 2 | 2  | 9  | −7 | 1 |

| Hà Lan        | 2–0      | Bosna và Hercegovina |
| ------------- | -------- | -------------------- |
| Huls 20', 70' | Chi tiết |                      |

| Serbia                 | 2–2      | Malta                 |
| ---------------------- | -------- | --------------------- |
| Jankov 56' · Matić 58' | Chi tiết | Giusti 85' · Borg 89' |

| Hà Lan                                       | 3–0      | Malta |
| -------------------------------------------- | -------- | ----- |
| Strik 34' · Roord 87' · van der Zanden 90+1' | Chi tiết |       |

| Bosna và Hercegovina | 1–2      | Serbia                            |
| -------------------- | -------- | --------------------------------- |
| Radeljić 39'         | Chi tiết | Djordjević 19' · Kuliš 33' (l.n.) |

| Serbia | 0–3      | Hà Lan                 |
| ------ | -------- | ---------------------- |
|        | Chi tiết | Kuijpers 10', 15', 84' |

| Malta | 0–4      | Bosna và Hercegovina                        |
| ----- | -------- | ------------------------------------------- |
|       | Chi tiết | Brkić 23', 37' · Kamerić 51' · Radeljić 85' |

### Bảng 7
| Đội      | Tr | T | H | B | BT | BB | HS  | Đ |
| -------- | -- | - | - | - | -- | -- | --- | - |
| Ba Lan   | 3  | 2 | 1 | 0 | 13 | 0  | +13 | 7 |
| Ý        | 3  | 1 | 2 | 0 | 6  | 2  | +4  | 5 |
| Slovenia | 3  | 1 | 1 | 1 | 9  | 6  | +3  | 4 |
| Albania  | 3  | 0 | 0 | 3 | 0  | 20 | −20 | 0 |

| Ý                  | 2–2      | Slovenia                     |
| ------------------ | -------- | ---------------------------- |
| Pittaccio 22', 76' | Chi tiết | Kos 52' (ph.đ.) · Šiljak 71' |

| Ba Lan                                                                                                | 9–0      | Albania |
| --- | -------- | ------- |
| Wiankowska 5', 90+1', 90+3' · Zapała 12' · Kaletka 17' · Wróblewska 24' · Bolko 29' · Jaszek 83', 89' | Chi tiết |         |

| Ý                                                           | 4–0      | Albania |
| ----------------------------------------------------------- | -------- | ------- |
| Cannone 24' · Ferrati 65' · Tardini 73' · Monterubbiano 82' | Chi tiết |         |

| Slovenia | 0–4      | Ba Lan                                 |
| -------- | -------- | -------------------------------------- |
|          | Chi tiết | Pajor 18', 57', 90+1' · Kos 83' (l.n.) |

| Ba Lan | 0–0      | Ý |
| ------ | -------- | - |
|        | Chi tiết |   |

| Albania | 0–7      | Slovenia                                                    |
| ------- | -------- | ----------------------------------------------------------- |
|         | Chi tiết | Sevšek 16' · Misja 33', 39' · Kos 45+1', 50' · Kos 62', 81' |

### Bảng 8
| Đội           | Tr | T | H | B | BT | BB | HS  | Đ |
| ------------- | -- | - | - | - | -- | -- | --- | - |
| Scotland      | 3  | 3 | 0 | 0 | 29 | 1  | +28 | 9 |
| România       | 3  | 2 | 0 | 1 | 8  | 11 | −3  | 6 |
| Bắc Macedonia | 3  | 1 | 0 | 2 | 4  | 12 | −8  | 3 |
| Gruzia        | 3  | 0 | 0 | 3 | 5  | 22 | −17 | 0 |

| Scotland                                                                                         | 7–0      | Bắc Macedonia |
| ------------------------------------------------------------------------------------------------ | -------- | ------------- |
| Graham 32' · Arnot 38' · Arsova 42' (l.n.) · Williamson 45+1' · Weir 67', 90+3' · Richardson 78' | Chi tiết |               |

| România                                          | 5–2      | Gruzia                        |
| ------------------------------------------------ | -------- | ----------------------------- |
| Deca 20', 45+2', 88' · Gangal 62' · Bistrian 86' | Chi tiết | Shengelia 17' · Cheminava 57' |

| Scotland | 14–1     | Gruzia       |
| --- | -------- | ------------ |
| Ness 10', 16', 17', 23', 35' · Stewart 11', 18', 64', 90+1' · Halliday 29', 82' · Weir 36' · Arnott 49' · Williamson 60' | Chi tiết | Basiladze 4' |

| Bắc Macedonia | 1–3      | România                                  |
| ------------- | -------- | ---------------------------------------- |
| Ristovska 75' | Chi tiết | Roca 32' (ph.đ.) · Deca 58' (ph.đ.), 88' |

| România | 0–8      | Scotland                                                                   |
| ------- | -------- | -------------------------------------------------------------------------- |
|         | Chi tiết | Brown 17' · Weir 33', 56', 75', 85' (ph.đ.) · Ness 50', 90+2' · Arnott 82' |

| Gruzia                      | 2–3      | Bắc Macedonia                         |
| --------------------------- | -------- | ------------------------------------- |
| Gorgadze 7' · Cheminava 86' | Chi tiết | Todorovska 5', 90+2' · Jakovska 90+4' |

### Bảng 9
| Đội      | Tr | T | H | B | BT | BB | HS  | Đ |
| -------- | -- | - | - | - | -- | -- | --- | - |
| Pháp     | 3  | 3 | 0 | 0 | 14 | 0  | +14 | 9 |
| Iceland  | 3  | 2 | 0 | 1 | 10 | 3  | +7  | 6 |
| Slovakia | 3  | 1 | 0 | 2 | 4  | 9  | −5  | 3 |
| Bulgaria | 3  | 0 | 0 | 3 | 0  | 16 | −16 | 0 |

| Pháp                                                       | 4–0      | Slovakia |
| ---------------------------------------------------------- | -------- | -------- |
| Chaumette 7' · M'Bock Bathy 54' · Toletti 73' (ph.đ.), 87' | Chi tiết |          |

| Iceland                                                                       | 5–0      | Bulgaria |
| ----------------------------------------------------------------------------- | -------- | -------- |
| Thrastardóttir 3', 58' · Jessen 25' · Zlateva 50' (l.n.) · Sigurdardóttir 83' | Chi tiết |          |

| Pháp                                                                                | 7–0      | Bulgaria |
| ----------------------------------------------------------------------------------- | -------- | -------- |
| Cousin 1' · Declercq 25' · Thomas 54' · Gherbi 60' · Léger 68', 75' · Karchouni 70' | Chi tiết |          |

| Slovakia | 0–5      | Iceland                                                                     |
| -------- | -------- | --------------------------------------------------------------------------- |
|          | Chi tiết | Thrastardóttir 1', 52' · Antonsdottir 10' · Gudmundsdóttir 73' · Jensen 89' |

| Iceland | 0–3      | Pháp                                      |
| ------- | -------- | ----------------------------------------- |
|         | Chi tiết | Toletti 2' · Declercq 12' · Chaumette 28' |

| Bulgaria | 0–4      | Slovakia                                          |
| -------- | -------- | ------------------------------------------------- |
|          | Chi tiết | Čopíková 7' · Kantárska 15', 33' · Vrabcová 90+5' |

### Bảng 10
| Đội        | Tr | T | H | B | BT | BB | HS  | Đ |
| ---------- | -- | - | - | - | -- | -- | --- | - |
| Bỉ         | 3  | 3 | 0 | 0 | 13 | 2  | +11 | 9 |
| Thổ Nhĩ Kỳ | 3  | 2 | 0 | 1 | 6  | 7  | −1  | 6 |
| Hungary    | 3  | 1 | 0 | 2 | 8  | 9  | −1  | 3 |
| Montenegro | 3  | 0 | 0 | 3 | 2  | 11 | −9  | 0 |

| Bỉ                                  | 4–0      | Thổ Nhĩ Kỳ |
| ----------------------------------- | -------- | ---------- |
| Michez 25', 65' · Van Gorp 58', 76' | Chi tiết |            |

| Hungary                                                            | 4–1      | Montenegro     |
| ------------------------------------------------------------------ | -------- | -------------- |
| Vidovenyecz 12' · Goranović 19' (l.n.) · Diószegi 69' · Vicsek 74' | Chi tiết | Krivokapić 85' |

| Bỉ                                          | 4–0      | Montenegro |
| ------------------------------------------- | -------- | ---------- |
| Van Ackere 24', 84', 90+2' · Wajnblum 90+3' | Chi tiết |            |

| Thổ Nhĩ Kỳ                          | 3–2      | Hungary         |
| ----------------------------------- | -------- | --------------- |
| Başkol 25', 50' (ph.đ.) · Özkan 73' | Chi tiết | Zeller 34', 59' |

| Hungary                   | 2–5      | Bỉ                                             |
| ------------------------- | -------- | ---------------------------------------------- |
| Zeller 21' · Diószegi 84' | Chi tiết | Leynen 34', 86' · Michez 64' (ph.đ.), 73', 78' |

| Montenegro   | 1–3      | Thổ Nhĩ Kỳ                            |
| ------------ | -------- | ------------------------------------- |
| Djukić 90+1' | Chi tiết | Topçu 34', 50' · Goranović 82' (l.n.) |

### Bảng 11
| Đội         | Tr | T | H | B | BT | BB | HS  | Đ |
| ----------- | -- | - | - | - | -- | -- | --- | - |
| Thụy Sĩ     | 3  | 3 | 0 | 0 | 13 | 1  | +12 | 9 |
| Ukraina     | 3  | 2 | 0 | 1 | 5  | 3  | +2  | 6 |
| Bắc Ireland | 3  | 1 | 0 | 2 | 6  | 6  | 0   | 3 |
| Latvia      | 3  | 0 | 0 | 3 | 1  | 15 | −14 | 0 |

| Ukraina                         | 3–0      | Latvia |
| ------------------------------- | -------- | ------ |
| Kozyrenko 40', 47' · Korsun 68' | Chi tiết |        |

| Thụy Sĩ                            | 3–1      | Bắc Ireland |
| ---------------------------------- | -------- | ----------- |
| Müller 28' · Thürig 48' · Calo 67' | Chi tiết | Feehan 76'  |

| Bắc Ireland        | 1–2      | Ukraina                       |
| ------------------ | -------- | ----------------------------- |
| Feehan 20' (ph.đ.) | Chi tiết | Kozyrenko 19' · Malakhova 73' |

| Thụy Sĩ                                                                                          | 8–0      | Latvia |
| ------------------------------------------------------------------------------------------------ | -------- | ------ |
| Brütsch 15' · Calo 21', 67' · Thürig 25' · Ribeaud 33' · Selimi 53' · Ismaili 69' · Müller 90+2' | Chi tiết |        |

| Ukraina | 0–2      | Latvia                   |
| ------- | -------- | ------------------------ |
|         | Chi tiết | Mauron 19' · Ribeaud 58' |

| Latvia       | 1–4      | Bắc Ireland                                                  |
| ------------ | -------- | ------------------------------------------------------------ |
| Fedotova 90' | Chi tiết | Rafferty 15' · Šilova 36' (l.n.) · McGivern 47' · Feehan 78' |

### Xếp hạng đội nhì bảng
Chỉ các trận đấu với đội nhất bảng và thứ ba mới được sử dụng để xác định thứ hạng.
| Bảng | Đội              | Tr | T | H | B | BT | BB | HS | Đ |
| ---- | ---------------- | -- | - | - | - | -- | -- | -- | - |
| 2    | Cộng hòa Ireland | 2  | 1 | 1 | 0 | 5  | 3  | +2 | 4 |
| 3    | Bồ Đào Nha       | 2  | 1 | 0 | 1 | 7  | 3  | +4 | 3 |
| 9    | Iceland          | 2  | 1 | 0 | 1 | 5  | 3  | +2 | 3 |
| 4    | Cộng hòa Séc     | 2  | 1 | 0 | 1 | 4  | 4  | 0  | 3 |
| 5    | Belarus          | 2  | 1 | 0 | 1 | 1  | 1  | 0  | 3 |
| 11   | Ukraina          | 2  | 1 | 0 | 1 | 2  | 3  | −1 | 3 |
| 6    | Serbia           | 2  | 1 | 0 | 1 | 2  | 4  | −2 | 3 |
| 1    | Croatia          | 2  | 1 | 0 | 1 | 3  | 6  | −3 | 3 |
| 10   | Thổ Nhĩ Kỳ       | 2  | 1 | 0 | 1 | 3  | 6  | −3 | 3 |
| 8    | România          | 2  | 1 | 0 | 1 | 3  | 9  | −6 | 3 |
| 7    | Ý                | 2  | 0 | 2 | 0 | 2  | 2  | 0  | 2 |

## Vòng hai

### Bảng 1
| Đội         | Tr | T | H | B | BT | BB | HS  | Đ |
| ----------- | -- | - | - | - | -- | -- | --- | - |
| Tây Ban Nha | 3  | 3 | 0 | 0 | 13 | 0  | +13 | 9 |
| Thụy Sĩ     | 3  | 2 | 0 | 1 | 7  | 2  | +5  | 6 |
| Bồ Đào Nha  | 3  | 1 | 0 | 2 | 11 | 4  | +7  | 3 |
| Belarus     | 3  | 0 | 0 | 3 | 0  | 25 | −25 | 0 |

| Thụy Sĩ                                                       | 5–0      | Belarus |
| ------------------------------------------------------------- | -------- | ------- |
| Stierli 6', 13' · Brütsch 51' · Stapelfeldt 65' · Ismaili 90' | Chi tiết |         |

| Tây Ban Nha                     | 2–0      | Bồ Đào Nha |
| ------------------------------- | -------- | ---------- |
| Esteban 72' (ph.đ.) · Turmo 86' | Chi tiết |            |

| Tây Ban Nha | 10–0     | Belarus |
| --- | -------- | ------- |
| Maria Caldentey 3', 42', 51', 62' · Alba Pomares 14' · Beshten 16' (l.n.) · Esteban 21', pen.' · María Diaz 47' · Vasilyeva 50' (l.n.) · Sheila Guijarro 90+1' | Chi tiết |         |

| Bồ Đào Nha      | 1–2      | Thụy Sĩ                        |
| --------------- | -------- | ------------------------------ |
| Nádia Gomes 81' | Chi tiết | Zehnder 36' · Calo 60' (ph.đ.) |

| Thụy Sĩ | 0–1      | Tây Ban Nha     |
| ------- | -------- | --------------- |
|         | Chi tiết | Marta Turmo 45' |

| Belarus | 0–10     | Bồ Đào Nha |
| ------- | -------- | --- |
|         | Chi tiết | Vanessa Malho 7' (ph.đ.), 48', 66', 89' · Fátima Pinto 34' · Andreia Norton 52', 72' · Ana Capeta 75' · Diana Silva 78', 90+2' |

### Bảng 2
| Đội      | Tr | T | H | B | BT | BB | HS | Đ |
| -------- | -- | - | - | - | -- | -- | -- | - |
| Scotland | 3  | 3 | 0 | 0 | 9  | 1  | +8 | 9 |
| Nga      | 3  | 1 | 1 | 1 | 4  | 4  | 0  | 4 |
| Croatia  | 3  | 0 | 2 | 1 | 1  | 3  | −2 | 2 |
| Iceland  | 3  | 0 | 1 | 2 | 4  | 10 | −6 | 1 |

| Scotland                                         | 5–1      | Iceland            |
| ------------------------------------------------ | -------- | ------------------ |
| Graham 2', 23' · Ness 11' · Grant 69' · Weir 73' | Chi tiết | Gudmundsdóttir 45' |

| Nga | 0–0      | Croatia |
| --- | -------- | ------- |
|     | Chi tiết |         |

| Scotland                 | 2–0      | Croatia |
| ------------------------ | -------- | ------- |
| Stewart 42' · Turner 74' | Chi tiết |         |

| Iceland                           | 2–4      | Nga                                                |
| --------------------------------- | -------- | -------------------------------------------------- |
| Jensen 80' · Thrastardóttir 90+1' | Chi tiết | Chernomyrdina 19', 27', 54' (ph.đ.) · Berezina 39' |

| Nga | 0–2      | Scotland                       |
| --- | -------- | ------------------------------ |
|     | Chi tiết | Berezina 25' (l.n.) · Weir 35' |

| Croatia    | 1–1      | Iceland            |
| ---------- | -------- | ------------------ |
| Stanić 34' | Chi tiết | Thrastardóttir 71' |

### Bảng 3
| Đội       | Tr | T | H | B | BT | BB | HS | Đ |
| --------- | -- | - | - | - | -- | -- | -- | - |
| Thụy Điển | 3  | 3 | 0 | 0 | 4  | 1  | +3 | 9 |
| Pháp      | 3  | 1 | 1 | 1 | 7  | 4  | +3 | 4 |
| România   | 3  | 1 | 0 | 2 | 4  | 7  | −3 | 3 |
| Ba Lan    | 3  | 0 | 1 | 2 | 4  | 8  | −4 | 1 |

| Pháp                                                 | 5–1      | România    |
| ---------------------------------------------------- | -------- | ---------- |
| Brun 17' · Diani 41' · Sarr 45+1' · Toletti 49', 57' | Chi tiết | Obreja 90' |

| Thụy Điển               | 2–1      | Ba Lan     |
| ----------------------- | -------- | ---------- |
| Curmark 4' · Hurtig 88' | Chi tiết | Zapała 25' |

| Thụy Điển  | 1–0      | România |
| ---------- | -------- | ------- |
| Hurtig 68' | Chi tiết |         |

| Ba Lan         | 2–2      | Pháp                 |
| -------------- | -------- | -------------------- |
| Pajor 15', 40' | Chi tiết | Sarr 87' · Diani 89' |

| Pháp | 0–1      | Thụy Điển        |
| ---- | -------- | ---------------- |
|      | Chi tiết | Blackstenius 88' |

| România                     | 3–1      | Ba Lan   |
| --------------------------- | -------- | -------- |
| Lunca 5', 84' · Ciolacu 35' | Chi tiết | Szaj 11' |

### Bảng 4
| Đội          | Tr | T | H | B | BT | BB | HS  | Đ |
| ------------ | -- | - | - | - | -- | -- | --- | - |
| Bỉ           | 3  | 3 | 0 | 0 | 6  | 2  | +4  | 9 |
| Đức          | 3  | 2 | 0 | 1 | 11 | 2  | +9  | 6 |
| Cộng hòa Séc | 3  | 1 | 0 | 2 | 6  | 7  | −1  | 3 |
| Ukraina      | 3  | 0 | 0 | 3 | 2  | 14 | −12 | 0 |

| Bỉ                                                   | 3–1      | Ukraina       |
| ---------------------------------------------------- | -------- | ------------- |
| Olkhovska 48' (l.n.) · Wajnblum 81' · Van Gorp 90+1' | Chi tiết | Andrukhiv 38' |

| Đức                                            | 4–1      | Cộng hòa Séc |
| ---------------------------------------------- | -------- | ------------ |
| Junge 7' · Gier 32' · Becker 34' · Lagaris 88' | Chi tiết | Svitková 4'  |

| Cộng hòa Séc | 1–2      | Bỉ                         |
| ------------ | -------- | -------------------------- |
| Hloupá 10'   | Chi tiết | Michez 56' · De Caigny 68' |

| Đức                                                                          | 7–0      | Ukraina |
| ---------------------------------------------------------------------------- | -------- | ------- |
| Gier 8', 30' · Giraud 17', 90+1' · Meister 69' · Schermuly 73' · Gaugigl 85' | Chi tiết |         |

| Bỉ                | 1–0      | Đức |
| ----------------- | -------- | --- |
| Van Den Bergh 84' | Chi tiết |     |

| Ukraina       | 1–4      | Cộng hòa Séc                                                    |
| ------------- | -------- | --------------------------------------------------------------- |
| Andrukhiv 10' | Chi tiết | Krejčiříková 19', 28' · Szewieczková 55' · Demyanyuk 79' (l.n.) |

### Bảng 5
| Đội              | Tr | T | H | B | BT | BB | HS | Đ |
| ---------------- | -- | - | - | - | -- | -- | -- | - |
| Hà Lan           | 3  | 2 | 1 | 0 | 6  | 1  | +5 | 7 |
| Cộng hòa Ireland | 3  | 2 | 1 | 0 | 2  | 0  | +2 | 7 |
| Áo               | 3  | 0 | 1 | 2 | 2  | 6  | −4 | 1 |
| Thổ Nhĩ Kỳ       | 3  | 0 | 1 | 2 | 1  | 4  | −3 | 1 |

| Áo | 0–1      | Cộng hòa Ireland |
| -- | -------- | ---------------- |
|    | Chi tiết | Shine 49'        |

| Hà Lan                 | 2–0      | Thổ Nhĩ Kỳ |
| ---------------------- | -------- | ---------- |
| Roord 23' (ph.đ.), 64' | Chi tiết |            |

| Áo        | 1–1      | Thổ Nhĩ Kỳ    |
| --------- | -------- | ------------- |
| Billa 17' | Chi tiết | Sivrikaya 59' |

| Cộng hòa Ireland | 0–0      | Hà Lan |
| ---------------- | -------- | ------ |
|                  | Chi tiết |        |

| Hà Lan                            | 4–1      | Áo        |
| --------------------------------- | -------- | --------- |
| Roord 4', 44' · Kuijpers 79', 86' | Chi tiết | Billa 36' |

| Thổ Nhĩ Kỳ | 0–1      | Cộng hòa Ireland |
| ---------- | -------- | ---------------- |
|            | Chi tiết | Rowe 36'         |

### Bảng 6
| Đội      | Tr | T | H | B | BT | BB | HS | Đ |
| -------- | -- | - | - | - | -- | -- | -- | - |
| Anh      | 3  | 3 | 0 | 0 | 8  | 0  | +8 | 9 |
| Phần Lan | 3  | 1 | 1 | 1 | 6  | 7  | −1 | 4 |
| Serbia   | 3  | 1 | 0 | 2 | 1  | 6  | −5 | 3 |
| Đan Mạch | 3  | 0 | 1 | 2 | 2  | 4  | −2 | 1 |

| Anh            | 1–0      | Đan Mạch |
| -------------- | -------- | -------- |
| Williamson 62' | Chi tiết |          |

| Phần Lan                                 | 4–0      | Serbia |
| ---------------------------------------- | -------- | ------ |
| Saastamoinen 38', 74' · Franssi 42', 70' | Chi tiết |        |

| Anh                     | 2–0      | Serbia |
| ----------------------- | -------- | ------ |
| Flint 67' · Ayane 90+2' | Chi tiết |        |

| Đan Mạch                   | 2–2      | Phần Lan                       |
| -------------------------- | -------- | ------------------------------ |
| Thøgersen 52' · Hansen 55' | Chi tiết | Tunturi 16' · Saastamoinen 85' |

| Phần Lan | 0–5      | Anh                                       |
| -------- | -------- | ----------------------------------------- |
|          | Chi tiết | Zelem 8', 85' · Flint 14' · Mead 33' (79) |

| Serbia    | 1–0      | Đan Mạch |
| --------- | -------- | -------- |
| Delić 80' | Chi tiết |          |

### Xếp hạng đội nhì bảng
Chỉ các trận đấu với đội nhất bảng và thứ ba mới được sử dụng để xác định thứ hạng.
| Bảng | Đội              | Tr | T | H | B | BT | BB | HS | Đ |
| ---- | ---------------- | -- | - | - | - | -- | -- | -- | - |
| 5    | Cộng hòa Ireland | 2  | 1 | 1 | 0 | 1  | 0  | +1 | 4 |
| 3    | Pháp             | 2  | 1 | 0 | 1 | 5  | 2  | +3 | 3 |
| 4    | Đức              | 2  | 1 | 0 | 1 | 4  | 2  | +2 | 3 |
| 1    | Thụy Sĩ          | 2  | 1 | 0 | 1 | 2  | 2  | 0  | 3 |
| 6    | Phần Lan         | 2  | 1 | 0 | 1 | 4  | 5  | −1 | 3 |
| 2    | Nga              | 2  | 0 | 1 | 1 | 0  | 2  | −2 | 1 |